# Nəsimikənd
Nəsimikənd è un comune dell'Azerbaigian situato nel distretto di Saatlı.